# Vääräjärvi (sjö i Kouvola, Kymmenedalen, 61,2 N, 26,42 Ö)
Vääräjärvi är en sjö i kommunen Kouvola i landskapet Kymmenedalen i Finland. Sjön ligger 96,7 meter över havet. Arean är 53 hektar och strandlinjen är 5,22 kilometer lång. Sjön  ingår i Kymmene älvs huvudavrinningsområde.   Den ligger omkring 85 km norr om Kotka och omkring 140 km nordöst om Helsingfors. 